# Primnoisis gracilis
Primnoisis gracilis is een zachte koraalsoort uit de familie Isididae. De koraalsoort komt uit het geslacht Primnoisis. Primnoisis gracilis werd in 1913 voor het eerst wetenschappelijk beschreven door Gravier. 